# Adam Ševčík
Adam Ševčík (* 24. ledna 1993, Olomouc) je český fotbalový útočník, v současnosti působící v FK Baník Sokolov na hostování z SK Sigma Olomouc.

## Fotbalová kariéra
Svoji fotbalovou kariéru začal v SK Sigma Olomouc. Mezi jeho další angažmá patří: 1. SC Znojmo a FC Nitra.